# Raúl González (nogometaš)
Raúl González Blanco (Madrid, 27. lipnja 1977.), poznatiji kao Raúl, španjolski je umirovljeni nogometaš, napadač. Raúl je istaknuti španjolski nogometni reprezentativac, s preko 100 nastupa za izabranu vrstu, čiji je drugi strijelac svih vremena s postignuta 44 pogotka, prvi je David Villa s 59. Također je, s postignutim 71 pogotkom peti strijelac svih vremena UEFA-ine Lige prvaka, gdje je u dvije sezone bio najbolji strijelac natjecanja.

## Klupska karijera

### Omladinske godine
Karijeru je počeo u malom lokalnom klubu San Cristóbal de los Ángeles (južno predgrađe Madrida). Tu su ga uočili skauti Atlética i doveli ga u svoje redove. S njima je Raúl osvojio kadetsko prvenstvo Španjolske. Nakon što je predsjednik kluba Jesús Gil zbog rezanja troškova donio odluku da se zatvori Atléticova omladinska akademija, Raúl je prešao u kadete Reala. Kroz mlađe kategorije izborio si je put do stvaranja legende u bijelom dresu.

### Real Madrid
Profesionalnu karijeru počeo je u sezoni 1994./95., u Realovoj C momčadi. Tu je u samo 7 utakmica postigao 13 golova, pa ga je tadašnji trener Reala Jorge Valdano odmah prebacio u prvi tim, u kojem je zamijenio legendarnog Emilija Butragueña. Sa 17 godina i 124 dana postao je najmlađi igrač prvog Realovog tima u povijesti, ali je taj rekord poslije srušio Alberto Rivera krajem iste sezone, a 29. listopada 1994. na gostovanju kod Reala iz Zaragoze asistirao je za gol Ivánu Zamoranu, oduševivši svestranom igrom i najavivši Butragueñov odlazak iz kluba. Već sljedeću utakmicu, u debiju pred domaćom publikom, postigao je svoj prvi seniorski gol u svojoj drugoj profesionalnoj utakmici, i to upravo protiv Atlética, u ljutom gradskom derbiju tj. u El Madrileñu. Raúl si je te sezone učvrstio u prvoj momčadi te je pridonio osvajanju španjolske lige.
S Realom je osvojio i prvenstva u sezonama 1996./97.] gdje je bio strijelac 21 gola, 2000./01. gdje je dao 24 gola i 2002./03. sa 16 golova. Te iste sezone u jednome dijelu nije nastupao zbog oporavka od upale slijepog crijeva. U razdoblju od 1998. do 2002. Raúl i Real Madrid osvojili su i 3 trofeja Lige prvaka (1998., 2000., 2002.). Većinu ovog vremena Raúl je u napadu odlično sarađivao s Fernandom Morientesom, a kasnije je tu bio opasan dvojac zajedno s Ronaldom. Preuzeo je kapetensku vrpcu 2003. godine nakon što je iz kluba otišao Fernando Hierro i nosio ju je sve do prelaska u Schalke. Iako je nastupio u 2 finala Kupa kralja (2002. i 2004.) gdje je u prvom bio čak i strijelac, nikad nije osvojio to natjecanje.
Postao je prvi igrač s 50 golova u Ligi prvaka kada je 28. rujna 2005. bio strijelac u pobjedi 2-1 protiv Olympiakosa, a također je rekorder i po broju utakmica u ovom natjecanju (128 dosad). Osim toga, prvi je igrač koji je bio strijelac u 2 finala Lige prvaka (protiv Valencije na Stade de Franceu 2000. i protiv Bayera iz Leverkusena na Hampden Parku 2002). Kasnije je istu stvar uspio postići Samuel Eto'o (protiv Arsenala 2006. i protiv Manchester Uniteda 2009), te Lionel Messi (također 2009. i 2011. protiv istog kluba).
Raúl se odlikuje po tome što u 17-ogodišnjoj karijeri nikad nije dobio crveni karton, štoviše, u prvih 13 sezona dobio je samo 19 žutih kartona. Svoj 300. gol u Realovom dresu (u svim natjecanjima) postigao je hat-trickom u Kupu kralja protiv Real Unióna (Real Madrid je dobio utakmicu 4:3, ali je Real Unión ukupnim rezultatom 6-6 ipak prošao dalje zbog više golova u gostima). Ukupno je za Real postigao 323 gola, srušivši dugogodišnji klupski rekord od 227 koji je držao legendarni Argentinac Alfredo di Stéfano golom iz voleja protiv Sportinga iz Gijóna 15. veljače 2009. Također je najbolji strijelac od aktivnih igrača u povijesti La Lige s 228 golova i nalazi se na 3. mjestu vječne liste strijelaca dok su ispred njega samo Telmo Zarra s 251 golom i Hugo Sánchez s 234.
Godine 2008. Raúlu i njegovom dugogodišnjem Suigraču iz svlačionice, Ikeru Casillasu, dodijeljeni su "doživotni" ugovori s Realom (čiji su uvjeti određivali da će svake godine biti obnavljani dokle god njih dvojica odigraju svaki po 30 utakmica u sezoni). 23. rujna 2009. Raúl se po broju nastupa za Real u La Ligi izjednačio s još jednom Realovom legendom, Manuelom Sanchísom Hontiyuelom jer su oba u tom trenutku imali po 523 odigrane utakmice. Na kraju je došao do brojke od 550 utakmica u Realovom dresu, a po broju nastupa u La Ligi nalazi se na 2. mjestu, odmah iza Andonija Zubizarrete, koji ima 622.
Posljednji "susret s loptom" u Realovom dresu, prije no što ga je ozljeda udaljila s terena do kraja sezone 2008./09.,  bio je 24. travnja 2010. kad je postigao vodeći gol u pobjedi 1:2 protiv Reala Zaragoze, na istom stadionu na kojem je prije 16 godina debitirao u španjolskom prvenstvu. Gol je pao u 50. minuti nakon što je Raúl, koji je i sam u 15. minuti zamijenio Rafaela van der Vaarta, signalizirao da ne može odigrati utakmicu do kraja i već se pripremao da umjesto njega uđe Benzema. No samo minutu prije te izmjene Real je krenuo u kontranapad. Iako se Raúl više "vukao" po terenu nego što je trčao, dovukao se u 16-erac i ugurao loptu u mrežu nakon asistencije Cristiana Ronalda. Nakon što je ostatak sezone proveo oporavljajući se od ove ozljede, Real je 25. srpnja 2010. potvrdio da će Raúl napustiti klub, dan nakon što je Guti potvrdio da i on odlazi iz Reala nakon 15 godina. Iako je novi Realov trener José Mourinho želio da Raúl ostane, sam Raúl nije želio provesti narednu sezonu kao Mourinhov treći ili četvrti izbor za napadača i mislio je da je bolje da ode iz Reala jer je još uvijek mogao prikazati dobre igre u drugom klubu.

### Schalke 04
28. srpnja 2010. Raúl je potpisao dvogodišnji ugovor sa Schalkeom, čiji je trener Magath pozdravio ovaj transfer, izjavivši za klupsku web-stranicu]: "To je velika vijest za Schalke 04, zadovoljan sam što smo uspjeli dovesti takvog izvrsnog igrača i napadača svjetske klase u Schalke i Bundesligu". Prvi gol za novi klub postigao je već u svojoj prvoj utakmici 1. kolovoza 2010. u pobjedi 3:1 u finalu njemačkog DFB Kupa protiv Bayerna. Službeni debi je imao 7. kolovoza, i to u njemačkom Superkupu, također protiv Bayerna, koji se ovaj put "osvetio", pobijedivši 2:0. Bundesligaški debi imao je 21. kolovoza, u porazu 2:1 od HSV-a, a bundesligaški prvijenac postigao je 25. rujna u remiju 2:2 protiv Borussije iz Mönchengladbacha, i to izjednačujući gol u 87. minuti. Nakon nešto mirnijeg starta vratio se u golgetersku formu 5. studenoga s dva gola u pobjedi 3:0 protiv St. Paulija, a već 20. studenoga postigao je svoj prvi bundesligaški hat-trick u pobjedi 4:0 protiv Werdera iz Bremena. 18. prosinca postigao je drugi hat-trick u pobjedi 3:0 protiv Kölna.
Bio je strijelac još jednog ključnog gola u polufinalu Njemačkog kupa protiv Bayerna 2. ožujka 2011., kada je Schalke slavio 0:1 na Allianz Areni i tako se nakon 6 godina pauze plasirao u finale, gdje ih je čekao drugoligaš MSV Duisburg. Raúl, koji nikad nije osvojio Kup kralja u Španjolskoj, sa Schalkeom je konačno došao do pandanskog trofeja u Njemačkoj nakon uvjerljive pobjede u finalu od 5-0 na Olimpijskom stadionu u Berlinu, što je i njegov prvi trofej s novim klubom. Dva mjeseca nakon ovog trofeja stigao je još jedan, ovaj put u Superkupu protiv prvaka, Borussije iz Dortmunda.
U UEFA-inim takmičenjima Raúl je najbolji strijelac u povijesti sa 79 golova dosad, ispred Milanovog veterana Filippa Inzaghija, koji ima 9 manje. Od toga je 71 postigao u Ligi prvaka (66 za Real i 5 za Schalke), dva za Real u europskom Superkupu 2000. i Interkontinentalnom kupu 1998. te šest za Schalke u Europskoj ligi. 22. listopada 2010. postigao je 2 gola protiv Hapoela iz Tel Aviva, čime se izjednačio na 1. mjestu liste strijelaca u europskim natjecanjima s legendarnim Gerdom Müllerom, a rekord je srušio 15. veljače 2011. postigavši ključni gol u gostima u osmini finala Lige prvaka protiv Valencije (1:1). U četvrtfinalu protiv milanskog Intera postigao je 2 gola, po 1 u obje utakmice (2:5 na San Siru i 2-1 u Veltins-Areni). Tako je Schalke prvi put u svojoj povijesti ušao u polufinale Lige prvaka, ali je u njemu bolji bio Manchester United (0:2 u Gelsenkirchenu i 4:1 na Old Traffordu). 19. studenoga 2011. prvi je put predvodio Schalke kao kapetan nakon što Höwedes nije mogao nastupiti zbog ozljede. To je bila utakmica protiv Nürnberga, a Schalke je uvjerljivo slavio 4:0 (Raúl je bio strijelac za 2:0 i asistent gola za 4:0).
Zanimljivo, 17. prosinca 2011., 13 mjeseci nakon što je protiv Werdera postigao svoj prvi bundesligaški hat-trick, Raúl je postigao još jedan hat-trick protiv istog kluba. Bio je strijelac prva 3 gola u visokoj pobjedi 5:0 koja je Schalkeu osigurala 3. mjesto prije zimske pauze.
19. veljače 2012. postigao je svoj 400. gol u karijeri (323 za Real, 44 za Španjolsku i 33 za Schalke, u tom trenutku).
Raúl je krajem sezone 2011./12. obznanio da napušta Schalke zahvaljujući se navijačima, suigračima i upravi. Iako ga je glavni sponzor Gazprom, pa i sam ruski predsjednik Vladimir Putin, pokušao zadržati u klubu, to nije uspjelo. Klub je, kako bi mu zahvalio za sve što je učinio u dvije sezone, povukao Raulov broj sedam iz upotrebe. 

### Al Sadd
12. svibnja 2012. Raul je potvrdio da odlazi u katarski Al Sadd.
Dana 23. rujna 2012. Raul postiže dva pogotka u 5:2 pobjedi protiv SC Qatara te biva proglašen najboljim igračem utakmice.

### Reprezentativna karijera
Reprezentativnu karijeru počeo je u juniorskom razdoblju i bio je član mlade reprezentacije Španjolske na SP za juniore 1995. gdje je u 5 utakmica postigao 3 gola. Ukupno je postigao 17 golova za razne španjolske omladinske reprezentacije. U seniorskoj je nastupao dugo vremena i postigao 44 gola u 102 utakmice i do 25. ožujka 2011., kada ga je pretekao David Villa, bio je najbolji strijelac Furije u povijesti.
Od ta 44 gola 32 je postigao u natjecateljskim utakmicama (od toga 6 na svjetskim ili europskim prvenstvima), a 12 u prijateljskim susretima. 27. ožujka 1999. u kvalifikacijama za Euro 2000. postigao je 4 gola (1 od njegova 2 hat-tricka za reprezentaciju) u visokoj pobjedi nad Austrijom 9:0. Samo 4 dana kasnije postigao je i drugi hat-trick protiv San Marina.
Nakon što se 2002. dotadašnji kapetan Hierro povukao iz reprezentacije, Raúl je preuzeo kapetansku vrpcu i nosio je naredne 4 godine.
Zanimljivo je da je njegova reprezentativna karijera počela i završila tako što je bio izostavljen iz selekcija za europsko prvenstvo. Usprkos tomu što su Raúlove prve 2 seniorske sezone bile uspješne tadašnji izbornik Javier Clemente nije ga pozvao za Euro 1996. u Engleskoj i morao je čekati do listopada te godine na svoj reprezentativni debi u utakmici protiv Češke, a već u narednoj utakmici protiv Jugoslavije postigao je svoj reprezentativni prvijenac. Nastupio je na 3 svjetska prvenstva (1998., 2002. i 2006.) i 2 europska (2000. i 2004.), postigavši barem 1 gol na svakom od ta 3 SP-a. 2002. godine postigao je 3 gola u grupnoj fazi, ali se zatim povrijedio u utakmici protiv Irske, čime je prvenstvo za njega bilo gotovo.
Raúl nije pozvan u reprezentaciju od rujna 2006., tj. od poraza 3:2 protiv Sjeverne Irske u Belfastu (kada je Raúl pri kraju utakmice pogodio stativu), uključujući i izostanak s Eura 2008. jer je tadašnji izbornik Aragonés dao prednost Torresu i Villi). Na mjestu kapetana zamijenio ga je Casillas, koji je 2010. podigao trofej za svjetskog prvaka.

## Privatni život
Već dosta sezona, Raul nakon postizanja pogotka ljubi vjenčani prsten kao zahvala njegovoj ženi Mames Sanz na četiri sina i kćer. Dvojici sinova je dao ime po Jorgeu Valdanu i po Hugu Sanchezu. Žene su ga prozvale Anđeo iz Madrida. Ima još mnogo nadimaka kao što su Princ Madrida, El grande Jugador, Bijeli anđeo i El Capitan. Raúl uživa slušati španjolsku glazbu, a voli i čitati, naročito knjige Artura Péreza Revertea.

## Priznanja

### Klubovi

#### Real Madrid
- La Liga (6): 1995., 1997., 2001., 2003., 2007., 2008.
- Španjolski superkup (4): 1997., 2001., 2003., 2008.
- UEFA Liga prvaka (3): 1998., 2000., 2002.
- UEFA Superkup (1): 2002.
- Interkontinentalni kup (2): 1998., 2002.

#### Schalke 04
- DFB-Pokal (1): 2011.
- DFL-Superkup (1): 2011.

### Reprezentacija
- Španjolska U-21: Drugo mjesto na EP 1996.

### Pojedinačno
- Nagrada Don Balón
  - Najbolji novi igrač u La Ligi (1): 1995.
  - Najbolji španjolski nogometaš u La Ligi (5): 1997., 1999., 2000., 2001., 2002. (rekord)
- Dream-team godine (3): 1997., 1999., 2000. (prema izboru European Sports Magazinea)
- Interkontinentalni kup, igrač utakmice (1): 1998.
- IFFHS, najbolji napadač (1): 1999.
- Trofej "Zarra" (4): 1995. 1999., 2000., 2003.
- Trofej Pichichi (2): 1999., 2001.
- Kup kralja, najbolji strijelac (2): 2002., 2004.
- Dream-team EP (1): 2000.
- Najbolji strijelac Lige prvaka (2): 2000., 2001.
- Najbolji napadač Lige prvaka (3): 2000., 2001., 2002. (rekord)
- Zlatna lopta, 2. mjesto (1): 2001.
- FIFA-in igrač godine, 3. mjesto (1): 2001.
- FIFA 100
- Trofej Alfredo Di Stéfano (1): 2008.
- Najbolji nogometaš u povijesti Španjolske prema izboru "Marce"

### Rekordi
- Najbolji strijelac Real Madrida: 323 gola
- Najviše nastupa za Real: 741 utakmica
- Najbolji strijelac Real Madrida u La Ligi: 228 golova
- Najviše nastupa za Real Madrid u La Ligi: 550 utakmica
- Najbolji strijelac Real Madrida u Ligi prvaka: 66 golova
- Najbolji strijelac Lige prvaka: 71 gol
- Najviše nastupa za Real Madrid u Ligi prvaka: 132 utakmice
- Najviše nastupa u Ligi prvaka: 144 utakmice
- Najbolji strijelac Real Madrida u europskim natjecanjima: 67 golova
- Najbolji strijelac u europskim natjecanjima: 79 golova
- Najviše nastupa za Real Madrid u europskim natjecanjima: 135 utakmica
- Najviše nastupa u europskim natjecanjima: 162 utakmice
- Najbolji strijelac Real Madrida u UEFA-inim natjecanjima: 68 golova
- Najbolji strijelac u UEFA-inim natjecanjima: 79 gola
- Najviše nastupa za Real Madrid u UEFA-inim natjecanjima: 138 utakmica

### Ordeni
- Španjolska Vlada: Kraljevski orden za športske zasluge
- Zlatna medalja Grada Madrida 2009. godine

## Tablice
Do 19. studenoga 2011.:
| Klub              | Sezona               | Prvenstvo | Prvenstvo | Kup | Kup | Europa1 | Europa1 | Ostalo2 | Ostalo2 | Ukupno | Ukupno |
| Klub              | Sezona               | Uta       | Gol       | Uta | Gol | Uta     | Gol     | Uta     | Gol     | Uta    | Gol    |
| ----------------- | -------------------- | --------- | --------- | --- | --- | ------- | ------- | ------- | ------- | ------ | ------ |
| Real Madrid       | La Liga 1994./95.    | 28        | 9         | 2   | 1   | 0       | 0       | —       | —       | 30     | 10     |
| Real Madrid       | La Liga 1995./96.    | 40        | 19        | 2   | 1   | 8       | 6       | 2       | 0       | 52     | 26     |
| Real Madrid       | La Liga 1996./97.    | 42        | 21        | 5   | 1   | —       | —       | —       | —       | 47     | 22     |
| Real Madrid       | La Liga 1997./98.    | 35        | 10        | 1   | 0   | 11      | 2       | 2       | 3       | 49     | 15     |
| Real Madrid       | La Liga 1998./99.    | 37        | 25        | 2   | 0   | 8       | 3       | 2       | 1       | 49     | 29     |
| Real Madrid       | La Liga 1999./00.    | 34        | 17        | 4   | 0   | 15      | 10      | 4       | 2       | 57     | 29     |
| Real Madrid       | La Liga 2000./01.    | 36        | 24        | 0   | 0   | 12      | 7       | 2       | 1       | 50     | 32     |
| Real Madrid       | La Liga 2001./02.    | 35        | 14        | 6   | 6   | 12      | 6       | 2       | 3       | 55     | 29     |
| Real Madrid       | La Liga 2002./03.    | 31        | 16        | 2   | 0   | 12      | 9       | 2       | 0       | 47     | 25     |
| Real Madrid       | La Liga 2003./04.    | 35        | 11        | 7   | 6   | 9       | 2       | 2       | 1       | 53     | 20     |
| Real Madrid       | La Liga 2004./05.    | 32        | 9         | 1   | 0   | 10      | 4       | —       | —       | 43     | 13     |
| Real Madrid       | La Liga 2005./06.    | 26        | 5         | 0   | 0   | 6       | 2       | —       | —       | 32     | 7      |
| Real Madrid       | La Liga 2006./07.    | 35        | 7         | 1   | 0   | 7       | 5       | —       | —       | 43     | 12     |
| Real Madrid       | La Liga 2007./08.    | 37        | 18        | 1   | 0   | 8       | 5       | 2       | 0       | 48     | 23     |
| Real Madrid       | La Liga 2008./09.    | 37        | 18        | 1   | 3   | 7       | 3       | 2       | 0       | 47     | 24     |
| Real Madrid       | La Liga 2009./10.    | 30        | 5         | 2   | 0   | 7       | 2       | —       | —       | 39     | 7      |
| Real Madrid       | Ukupno               | 550       | 228       | 37  | 18  | 132     | 66      | 22      | 11      | 741    | 323    |
| Schalke 04        | Bundesliga 2010./11. | 34        | 13        | 4   | 1   | 12      | 5       | 1       | 0       | 51     | 19     |
| Schalke 04        | Bundesliga 2011./12. | 21        | 11        | 3   | 2   | 6       | 1       | 1       | 0       | 31     | 14     |
| Schalke 04        | Ukupno               | 55        | 24        | 7   | 3   | 18      | 6       | 2       | 0       | 82     | 33     |
| Ukupno u karijeri | Ukupno u karijeri    | 605       | 252       | 44  | 21  | 150     | 72      | 24      | 11      | 823    | 356    |

1U Ligi prvaka i Kupu UEFA/Europskoj ligi.
2Uključuje ostala natjecanja, kao Španjolski superkup, UEFA Superkup, Interkontinentalni kup, FIFA Svjetsko klupsko prvenstvo i DFL-Superkup.

## Vanjske poveznice
- Raúl González Blanco
- Raúlov profil  Arhivirana inačica izvorne stranice od 4. rujna 2010. (Wayback Machine)
- Raúlov profil  Arhivirana inačica izvorne stranice od 26. siječnja 2012. (Wayback Machine)
- Raúl González
- Raúlov profil na UEFA.com